# Justus Smith
Justus Smith   (Spokane, 28 de març de 1922 - York, 20 de novembre de 2013) fou un remer estatunidenc que va competir durant la dècada de 1940.
El 1948 va prendre part en els Jocs Olímpics de Londres, on guanyà la medalla d'or en la prova del vuit amb timoner del programa de rem.